# Nightfall (1957)
Nightfall is een Amerikaanse film noir uit 1957 onder regie van Jacques Tourneur. De film werd destijds uitgebracht onder de titel De greep van de onderwereld.

## Verhaal
James Vanning kan ternauwernood ontsnappen aan een schietpartij in een bank in Los Angeles. De bankrovers gaan er echter met de verkeerde tas vandoor. James blijkt in het bezit te zijn van het gestolen geld. De overvallers willen hun buit terug. 

## Rolverdeling
| Acteur          | Personage          |
| --------------- | ------------------ |
| Aldo Ray        | James Vanning      |
| Brian Keith     | John               |
| Anne Bancroft   | Marie Gardner      |
| Jocelyn Brando  | Laura Fraser       |
| James Gregory   | Ben Fraser         |
| Frank Albertson | Dr. Edward Gurston |
| Rudy Bond       | Red                |